# Amazone (rivier)
De Amazone (Spaans: Río Amazonas, Portugees: Rio Amazonas) is een zeer grote rivier in Zuid-Amerika. Naargelang de bepaling van de bron (men is het hier nog niet over eens: zie verder) is ze de langste of de op de Nijl na langste rivier van de wereld. Hoe dan ook is ze veruit de waterrijkste, met een debiet van vijf keer dat van de tweede in rang, de Congo.
De rivier ontspringt in Peru, heeft een totale lengte van ongeveer 6.530 km of 6.448 kilometer en mondt in Brazilië uit in de Atlantische Oceaan. De Amazone stroomt door het Amazoneregenwoud. Tijdens de regentijd is de rivier op sommige plaatsen tot wel veertig kilometer breed.
De vorming van het Andesgebergte, 23 miljoen jaar geleden, had een wijziging in de afwatering van het gebied tot gevolg die aan de basis van haar ontstaan ligt. Vóór het ontstaan van de Andes waterde het gebied deels af in wat nu de Grote Oceaan heet.

## Loop

### Bovenloop
De Amazone ontspringt op 5.220 meter hoogte in de Andes. Bij de bovenloop draagt ze de naam Apurímac. De in Peru gelegen gletsjer die als bron van de Amazone wordt gezien, ligt op maar 190 kilometer van de Grote Oceaan, tegenover duizenden kilometers van de Atlantische Oceaan. Al snel vloeit de Amazone, die dan nog verschillende namen draagt (waarvan Marañón de bekendste is), samen met tientallen andere rivieren, waarvan de Ucayali de grootste is. Eenmaal in Brazilië aangekomen, is de Amazone aangewassen tot een reusachtige waterstroom die langzaam door het Amazonebekken stroomt.

### Middenloop
Verder stroomafwaarts krijgt de Amazone vanuit het noorden een grote toevoer van water vanuit het Hoogland van Guyana. Hiervan is de Rio Negro, die bij de Encontro das Águas (ontmoeting van wateren) in de Amazone uitmondt, de grootste leverancier. Uit het zuiden krijgt ze ook een zeer grote toevoer van water uit het Hoogland van Bolivia en het Hoogland van Brazilië. Het zijn met name de Rio Purús en de Rio Madeira die hieraan bijdragen.

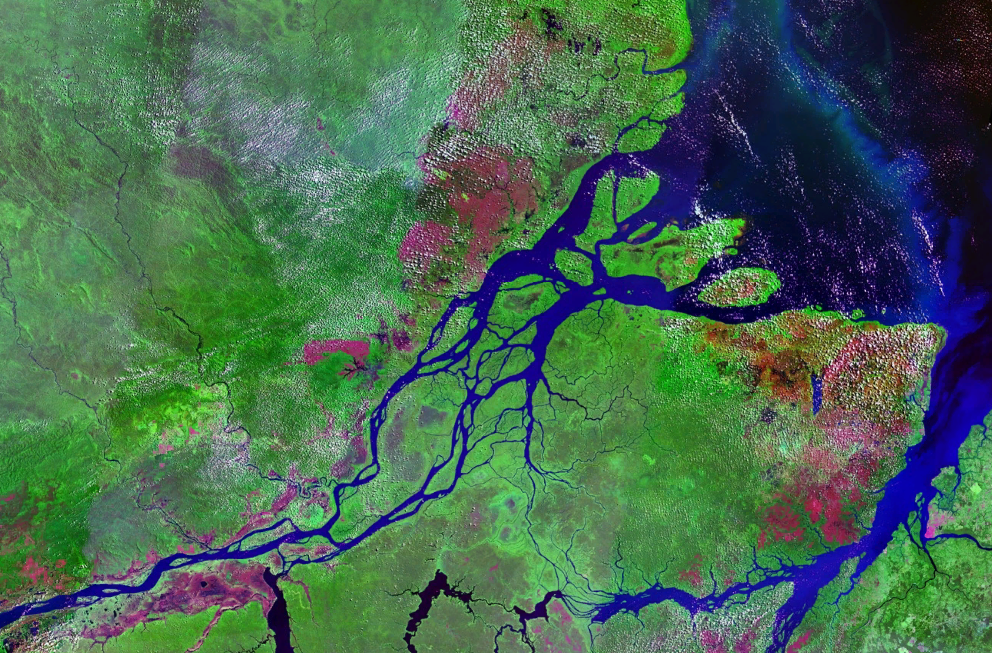
De monding van de Amazone

### Monding
Wanneer de Amazone uiteindelijk in de Atlantische Oceaan stroomt, bevat ze het water van ruim 1100 zijrivieren. Per seconde voert de Amazone op deze wijze 190.000 kubieke meter water naar de oceaan. Deze waterstroom heeft in de loop van miljoenen jaren een submariene canyon op de oceaanbodem uitgesleten van enkele honderden kilometers lengte. Het geel gekleurde water van de Amazone is tot 320 kilometer uit de kust te onderscheiden van overig zeewater. De monding van de Amazone is meer dan 330 km breed en ligt aan weerszijden van de evenaar.

## Geologische geschiedenis
Het Amazonebekken is een depressie in het Braziliaanse kraton tussen het Centraal-Braziliaanse schild (Guaporéschild) en het Guianaschild. Het kraton is een belangrijke bron van de sedimenten in het Amazonebekken. Het bekken zelf is meer dan 3.500 km lang en 300 tot 1000 km breed. De oudste sedimenten dateren waarschijnlijk uit het Cambrium. Ze zijn overdekt met sedimenten van ondiepe zeeën uit het Paleozoïcum. Vanaf het Trias tot aan het Onder-Krijt werd geen materiaal afgezet; in het Krijt en het Tertiair werden dikke continentale sedimenten afgezet.
Het westelijke deel van het Amazonebekken was tot aan het Boven-Tertiair het stroomgebied van rivieren die naar de Grote Oceaan vloeiden. Hierdoor leven nog steeds bepaalde westelijke dolfijn- en vissoorten in de bijrivieren van Oost-Peru en in de Madeirarivier. De opheffing van de Andes in Ecuador op het einde van het Mioceen sneed die waterlopen af en verplichtte hen naar het oosten te vloeien.

## Plaatsen
De grootste plaatsen aan de Amazone zijn Manaus, Pucallpa (aan de bronrivier Ucayali), Iquitos, Macapá, en Santarém.

## Zijrivieren
De Amazone heeft meer dan elfhonderd zijrivieren, waarvan er ongeveer honderd bevaarbaar zijn. Twaalf zijrivieren zijn langer dan 1500 km.

### Lijst van de belangrijkste zijrivieren

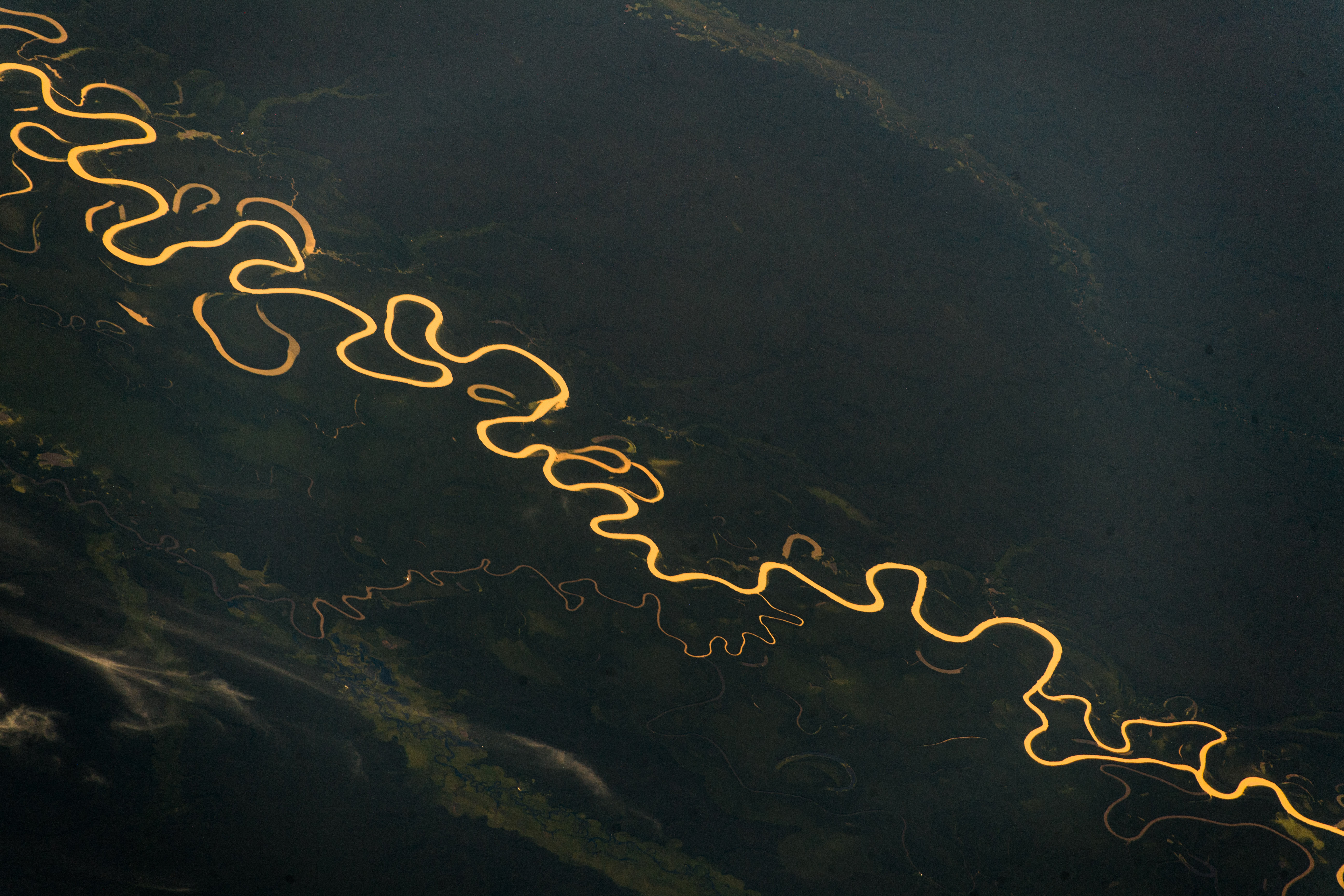
Luchtopname van de door het regenwoud meanderende Juruá

- 3250 km – Madeira, Bolivia/Brazilië
- 3211 km – Purus, Peru/Brazilië
- 2820 km – Japurá, Colombia/Brazilië[4]
- 2639 km – Tocantins, Brazilië[5]
- 2627 km – Araguaia, Brazilië (zijrivier van de Tocantins)[6]
- 2400 km – Juruá, Peru/Brazilië
- 2250 km – Rio Negro, Brazilië/Venezuela/Colombia
- 1992 km – Tapajós, Brazilië[7]
- 1979 km – Xingu, Brazilië[8]
- 1900 km – Ucayali (rivier), Peru
- 1749 km – Guaporé, Brazilië/Bolivia (zijrivier van de Madeira)[9]
- 1575 km – Putumayo, Colombia/Ecuador/Peru/Brazilië
- 1415 km – Marañón, Peru
- 1370 km – Teles Pires, Brazilië (zijrivier van de Tapajós)
- 1300 km – Iriri, Brazilië (zijrivier van de Xingu)
- 1240 km – Juruena, Brazil (zijrivier van de Tapajós)
- 1130 km – Madre de Dios, Peru/Bolivia (zijrivier van de Madeira)
- 1100 km – Huallaga, Peru (zijrivier van de Marañón)

### Kleur van de zijrivieren

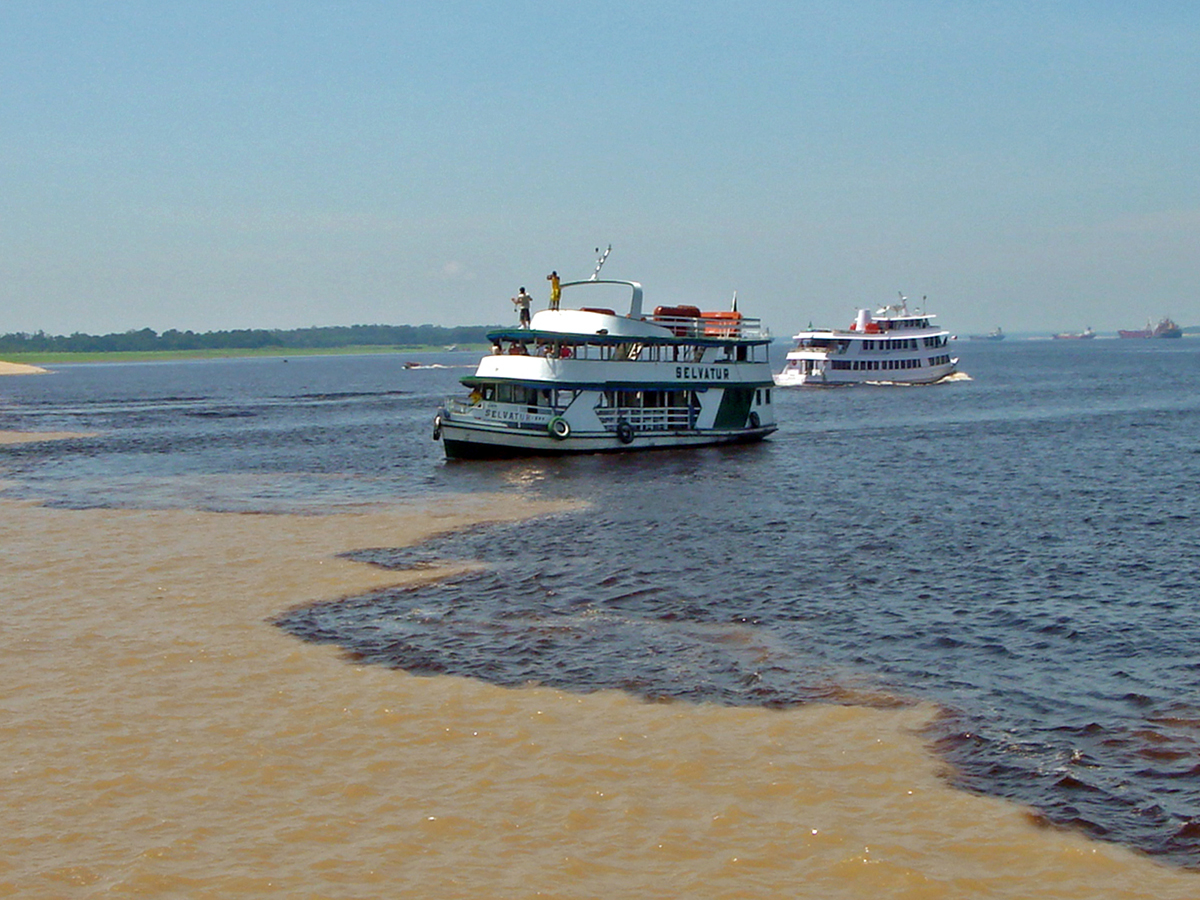
Het samenvloeien van de Solimões en de Rio Negro

Het stelsel van de vele zijrivieren van de Amazone valt in twee soorten uiteen: rivieren met geel water en zwartwaterrivieren. De gele rivieren komen uit het zuidoosten van het Amazonebekken en ontspringen in de Andes van Peru. Deze zijrivieren voeren veel sediment aan afkomstig van snelstromende bergriviertjes. Dit sediment wordt in suspensie naar de Atlantische Oceaan gevoerd. De donkere zijrivieren komen uit het noorden van het Amazonegebied in gebieden zoals het Hoogland van Guyana, tropisch en relatief vlak gebied, waar daarom weinig erosie plaatsvindt. De Rio Negro of "zwarte rivier" vormt daar een voorbeeld van.

## Discussie over de lengte
De meerderheid van de gezaghebbende geografische instanties beschouwt de Amazone als de op een na langste rivier ter wereld. Als langste rivier geldt de Nijl in Afrika. Verschillende geografen hebben voor de Nijl een lengte tussen 5.499 en 6.695 kilometer vastgesteld. De verschillen tussen de diverse metingen zijn dikwijls het resultaat van verschillende definities.
De lengte van de Amazone is vastgesteld op 6259 à 6800 kilometer. Deze laatste lengte is de conclusie van een expeditie uit 2007, die de bron van de Amazone in het zuiden van Peru en niet in het noorden gevonden zegt te hebben. Dit resultaat moet echter nog door andere geografen bevestigd worden. Indien de Amazone daadwerkelijk 6.800 kilometer lang is, is ze langer dan de Nijl.

## Naam
Toen de conquistador Francisco de Orellana in 1541 met enkele honderden manschappen de rivier afvoer die later Amazone genoemd zou worden, dacht hij op een bepaald moment dat de krijgers, die hem en zijn manschappen met vergiftigde pijlen bestookten, vrouwen waren. In het reisverslag werden zij Amazonen genoemd en vervolgens werd de rivier hiernaar genoemd.

## Natuur
In het Amazonebekken leven meer dan 2500 soorten vissen en rond de 1300 vogelsoorten. Dit is de grootste biodiversiteit ter wereld.

## Milieu
Het milieu van dit gebied wordt ernstig bedreigd door grootschalige ontbossing door kap en afbranden. Inmiddels is zo'n 17% van het woud ontbost of sterk aangetast, wat al leidt tot merkbare klimaatverandering in verschillende regio's. Volgens experts zou rond de 20% een kantelpunt zijn. Dat punt zou het einde van het vermogen van het woud zich in stand te houden betekenen. De ex-president van Brazilië (het grootste Amazoneland), Jair Bolsonaro, wordt verweten ontbossende belangengroepen de vrije hand te hebben gegeven. De inheemse volken zijn hiervan het eerste slachtoffer. Hun leiders of zij die zich opwerpen als hun beschermers en die van het woud worden vaak bedreigd of zelfs vermoord.

## Documentaire
- De Amazone, 6-delige Nederlandse documentaireserie van BNNVARA, met Sandra Korstjens.